# Ju no ri
 Ju no ri, Japans voor beginsel van meegeven, is een principe dat gehanteerd wordt in aikido en dat ook gold als een belangrijk concept in het oorspronkelijke judo voordat dit een wedstrijdsport werd.
De term 'ju' slaat op zachtheid en aanpassing en werd voor het eerst gehanteerd in Japan rond de 17e eeuw, in de term 柔 術, jujutsu, letterlijk: "zachte techniek". Dit zou bijvoorbeeld tot uiting kunnen komen in het contrast tussen wapens en ongewapende technieken in de vechtkunst. De diverse 'jujutsu' waren een middel om tegenstanders te overmeesteren en uit te schakelen zonder gebruik van conventionele wapens zoals messen, zwaarden of speren. Als zodanig was die klassieke jujutsu niet letterlijk zacht of zachtaardig, omdat dit pijnlijke en gevaarlijke technieken niet uitsloot.
Toen Jigoro Kano de term judo begon te gebruiken, ontleende hij die aan dat jujutsu, waarvan de betekenis reeds enkele eeuwen bestond. Wat hij veranderde, hetgeen een revolutie inhield, was de vervanging door het tweede woord 道 / do, wat een weg of een pad in filosofische of spirituele zin betekent, in de plaats van dat 術 , wat louter techniek betekent.